# زوار
زوار هي بلدة في مقاطعة تيبستي الغربي في إقليم تيبستي في شمال تشاد، وتقع في واحة في جبال تيبستي. يخدم البلدة مطار زوار.
تقع البلدة بالقرب من بركان تارسو توسيدي، إلى الشمال منها.